# Ray Childress
Raymond Clay Childress Jr. (Memphis, 20 ottobre 1962) è un ex giocatore di football americano statunitense che ha giocato nel ruolo di defensive tackle nella National Football League (NFL) per 12 stagioni tra il 1985 e il 1996. Scelto come terzo assoluto nel Draft NFL 1985 dagli Houston Oilers, vi giocò per tutta la carriera, tranne un'ultima stagione con i Dallas Cowboys nel 1996.

## Palmarès
- Convocazioni al Pro Bowl: 5

1988, 1990, 1991, 1992, 1993
- All-Pro First team: 3

1990, 1991, 1992
- All-Pro Second team: 3

1988, 1989, 1993
- PFWA All-Rookie Team - 1985
- College Football Hall of Fame

## Statistiche
| Tackle totali  | 887  |
| Sack           | 76,5 |
| Intercetti     | 0    |
| Fumble forzati | 19   |